# Charadrius montanus
Charadrius montanus е вид птица от семейство Charadriidae. Видът е почти застрашен от изчезване.

## Разпространение
Видът е разпространен в Канада, Мексико и САЩ.